# Consulaat (Frankrijk)

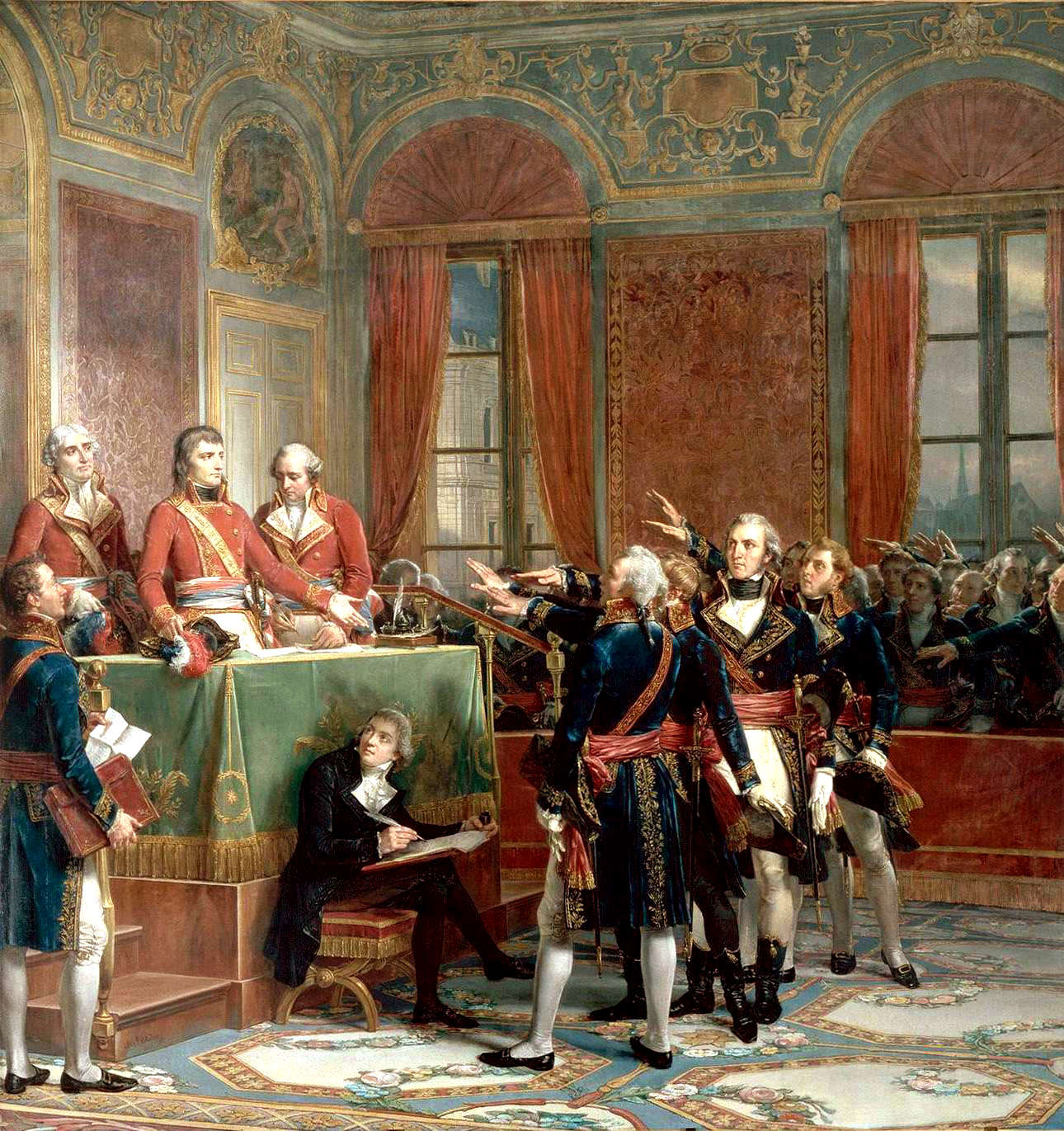
De drie consuls. V.l.n.r. Jean-Jacques-Régis de Cambacérès, Napoleon Bonaparte en Charles-François Lebrun

Met de term Consulaat (Frans: Consulat) wordt de periode van 10 november 1799 tot 1 december 1804 in de Franse geschiedenis aangeduid. In deze periode was Napoleon Bonaparte als eerste consul alleenheerser in Frankrijk. Op 2 december 1804 werd het Franse Consulaat opgevolgd door het Eerste Franse Keizerrijk en werd Napoleon tot keizer der Fransen gekroond.
De overgang van het Directoire naar het Consulat werd bereikt door de staatsgreep van 18 Brumaire VIII (9 november 1799). Op 10 november benoemde het Corps législatif een Commission consulaire exécutive met Napoleon Bonaparte, Emmanuel-Joseph Sieyès en Pierre-Roger Ducos als consuls. De volgende maand vestigde de Grondwet van het jaar VIII het nieuwe regime, dat vooral door zijn contrarevolutionaire aard de Eerste Franse Republiek verderzette. De grondwet, die op 13 december 1799 werd gestemd, benoemde in zijn artikel 39 Napoleon tot eerste consul voor tien jaar, Jean-Jacques-Régis de Cambacérès tot tweede consul voor tien jaar, en Charles-François Lebrun tot derde consul voor vijf jaar.
De eerste consul, Bonaparte, kreeg dictatoriale bevoegdheden. Hij benoemde en ontsloeg de ministers en was aan niemand verantwoording verschuldigd. Hij had ook een grote wetgevende bevoegdheid. Hij deed wetsvoorstellen, en eens ze goedgekeurd waren, kondigde hij ze af. De twee andere consuls werd slechts een adviserende functie toebedeeld.